# 光巌寺 (前橋市)
光巌寺（こうがんじ）は、群馬県前橋市にある天台宗の寺院。正式名は秋元山 江月院 光巌寺（あきもとさん こうげついん こうがんじ）、本尊は釈迦如来。

## 歴史
慶長12年（1607年）、総社藩主秋元長朝が母の菩提を弔うため、元総社の徳蔵寺を移し創建した。開山は亮応。なお、父の景朝の菩提を弔うために創建したのが元景寺である。
寛永3年（1626年）に朱印地30石、慶安2年（1649年）に朱印地16石を与えられ、江戸時代には計46石を得ていた。
万治または正保年間と文化年間の2度にわたり火災で焼失し、本堂は文政3年（1820年）、庫裏は文化10年（1813年）の再建。
境内には、「力田遺愛碑」と呼ばれる石碑がある。これは天狗岩用水開削事業を行った長朝を顕彰するものである。秋元氏は後に谷村藩に転封になったが、転封後の1776年（安永5年）に長朝の遺徳を偲び造立された。

## 文化財
群馬県指定文化財
- 力田遺愛碑（群馬県指定史跡 昭和25年6月16日指定）[7]

前橋市指定文化財
- 東覚寺層塔（前橋市指定重要文化財 昭和48年9月24日指定）[8]
- 光巌寺薬医門（前橋市指定重要文化財 昭和50年12月24日指定）[8]
- 光巌寺の打敷・油単並びに幡（前橋市指定重要文化財 平成7年4月20日指定）[8]
- 光巌寺の石幢（前橋市指定重要文化財 平成7年4月20日指定）[8]
- 石山寺蒔絵机（前橋市指定重要文化財 平成9年4月21日指定）[8]
- 三具足1具（前橋市指定重要文化財 平成9年4月21日指定）[8]
- 輪口瓜形釜伝芦屋1口 附極め書3通（前橋市指定重要文化財 平成9年4月21日指定）[8]

## 交通アクセス
- 群馬総社駅より徒歩15分。

## 周辺
- 前橋市立総社小学校
- 宝塔山古墳 - 歴代住職の墓は墳丘上にある。